# Fiat Омський
Панцирник Fiat Омський був на озброєнні Добровольчої армії в час Громадянської війни. 

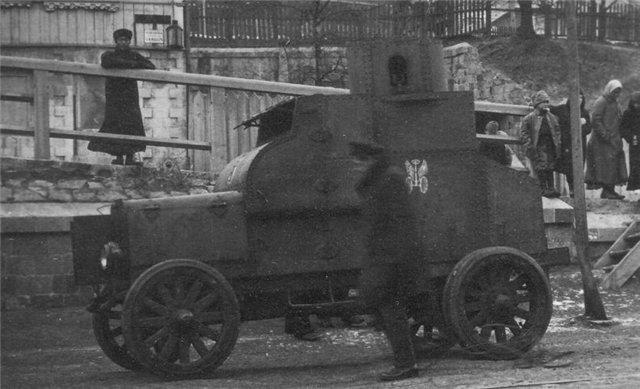
Однобаштовий панцирник Fiat Омський. Владивосток. 1919

Восени 1918 для війська Колчака з США привезли півтора десятка шасі спортивного автомобіля Fiat тип 55, які виготовляли на дочірньому підприємстві компанії у США. На них у майстернях Омська збудували у 1918-1919 роках до 15 задньопривідних панцирників, що різнились поміж собою за кількістю кулеметних веж - однією чи двома з 7,62 мм кулеметами Максим. Встановлені панцирні листи не забезпечували заданого захисту через неякісний метал. На панцирниках використовували дерев'яні колеса з гусматичними шинами, здвоєними на задній осі. Не збереглось жодних згадок про їхню участь у боях. На 1920 два двобаштові панцирники були на озброєнні Далекосхідної республіки.